# Robert Osborne

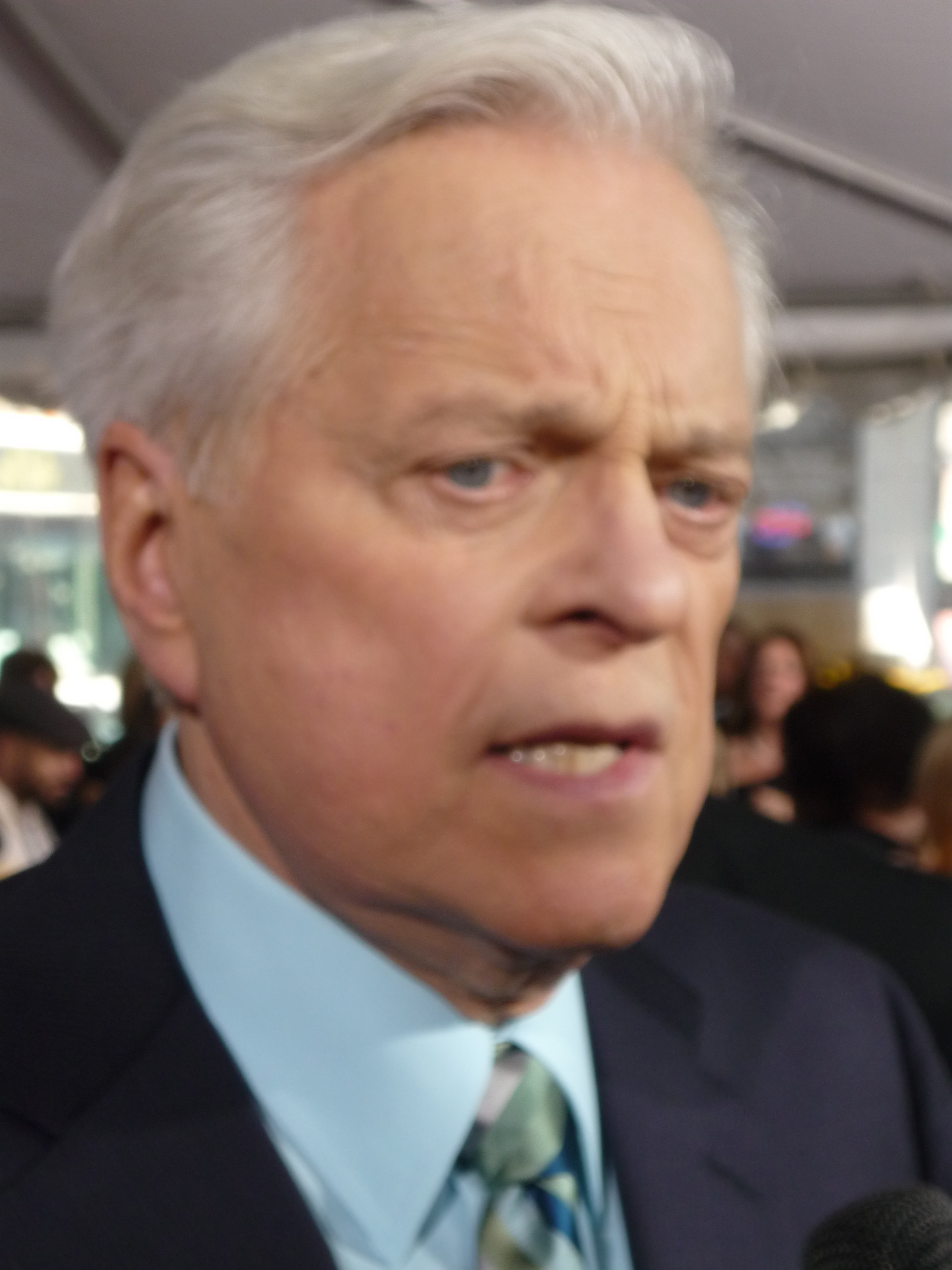
Osborne en abril de 2010

Robert Jolin Osborne Jr. (3 de mayo de 1932 - 6 de marzo de 2017) fue un actor de cine, escenario, voz, televisión e historiador de cine estadounidense conocido por haber sido el anfitrión del canal Turner Classic Movies desde la década de 1990 hasta su jubilación a principios de 2016.
Osborne nació el 3 de mayo de 1932 en Colfax (Washington). Se crio en el condado de Whitman (Washington). Estudió en la Universidad de Washington. Osborne era gay. Su compañero de vida fue David Staller desde 1996 hasta su muerte en 2017.
Osborne murió en la ciudad de Nueva York el 6 de marzo de 2017 por complicaciones de insuficiencia renal, a la edad de 84 años.